# Amphiblemma gossweileri
Amphiblemma gossweileri är en tvåhjärtbladig växtart som beskrevs av Arthur Wallis Exell. Amphiblemma gossweileri ingår i släktet Amphiblemma och familjen Melastomataceae. Utöver nominatformen finns också underarten A. g. humifusum.